# Engcobo Local Municipality
Engcobo [ɛˈŋǀʱɔːbɔː] (englisch Engcobo Local Municipality) ist eine Lokalgemeinde im Distrikt Chris Hani der südafrikanischen Provinz Ostkap. Der Sitz der Gemeindeverwaltung befindet sich in Ngcobo. Bürgermeister ist Siyabulela Zangqa.
Der Gemeindename ist der isiXhosa-Name für ein süßes Gras, das dort wächst.

## Städte und Orte
- Clarkebury
- Dalasile
- eKunene
- Gobhoti
- Ngcobo
- Nkwenkwana
- Sdadeni
- Singqumeni

## Bevölkerung
Im Jahr 2011 hatte die Gemeinde 155.513 Einwohner. Davon waren 99,6 % schwarz. Erstsprache war zu 94 % isiXhosa, zu 2 % Englisch und zu 0,8 % Afrikaans.